# Ейцен (Міннесота)
Ейцен (англ. Eitzen) — місто (англ. city) в США, в окрузі Г'юстон штату Міннесота. Населення — 279 осіб (2020).

## Географія
Ейцен розташований за координатами 43°30′30″ пн. ш. 91°27′54″ зх. д. / 43.50833° пн. ш. 91.46500° зх. д. (43.508356, -91.465003).  За даними Бюро перепису населення США в 2010 році місто мало площу 1,50 км², з яких 1,50 км² — суходіл та 0,00 км² — водойми. В 2017 році площа становила 1,58 км², з яких 1,58 км² — суходіл та 0,00 км² — водойми.

## Демографія
Згідно з переписом 2010 року, у місті мешкали 243 особи в 112 домогосподарствах у складі 61 родини. Густота населення становила 162 особи/км².  Було 119 помешкань (79/км²).
Расовий склад населення:
| - 100,0 % — білих |

До двох чи більше рас належало 0,0 %. Частка іспаномовних становила 0,0 % від усіх жителів.
За віковим діапазоном населення розподілялося таким чином: 17,7 % — особи молодші 18 років, 53,9 % — особи у віці 18—64 років, 28,4 % — особи у віці 65 років та старші. Медіана віку мешканця становила 44,5 року. На 100 осіб жіночої статі у місті припадало 97,6 чоловіків;  на 100 жінок у віці від 18 років та старших — 98,0 чоловіків також старших 18 років.
Середній дохід на одне домашнє господарство  становив 56 578 доларів США (медіана — 44 375), а середній дохід на одну сім'ю — 52 867 доларів (медіана — 46 875). Медіана доходів становила 42 292 долари для чоловіків та 33 125 доларів для жінок. За межею бідності перебувало 10,2 % осіб, у тому числі 20,6 % дітей у віці до 18 років та 6,8 % осіб у віці 65 років та старших.
Цивільне працевлаштоване населення становило 127 осіб. Основні галузі зайнятості: освіта, охорона здоров'я та соціальна допомога — 32,3 %, роздрібна торгівля — 9,4 %, будівництво — 9,4 %.